# Ардено
Ардено (итал. Ardenno) је насеље у Италији у округу Сондрио, региону Ломбардија.
Према процени из 2011. у насељу је живело 3051 становника. Насеље се налази на надморској висини од 268 м.

## Становништво
Према резултатима пописа становништва 2011. у општини је живело 3.270 становника.
| 1931. | 1936. | 1951. | 1961. | 1971. | 1981. | 1991. | 2001. | 2011. |
| ----- | ----- | ----- | ----- | ----- | ----- | ----- | ----- | ----- |
| 2.597 | 2.627 | 2.770 | 2.861 | 2.774 | 2.937 | 3.018 | 3.122 | 3.270 |